# Tiberius Claudius Pompeianus
Tiberius Claudius Pompeianus war ein römischer Politiker, Senator und Schwiegersohn des Kaisers Mark Aurel.
Pompeianus stammte aus Antiochia in Syrien und war Sohn eines Ritters namens Claudius Quintianus. Pompeianus’ Beamtenlaufbahn vor seinem ersten (Suffekt-)Konsulat ist unbekannt. Durch Militärdiplome, die auf den 23. August 162 datiert sind, ist belegt, dass er 162 zusammen mit Tiberius Claudius Paullinus Suffektkonsul war. Danach war er, wahrscheinlich von 164 bis ungefähr 167, Legat von Niederpannonien; er ist als Statthalter durch zwei Diplome, von denen eines auf den 5. Mai 167 datiert ist, bezeugt. Da Kaiser Mark Aurel ihn sehr bald als seinen engsten militärischen Berater heranzog, woran sich bis ans Lebensende Mark Aurels nichts änderte, muss Pompeianus schon vor der Übernahme der Statthalterschaft in Niederpannonien sein militärisches Können unter Beweis gestellt haben.
Nach dem Tode des Lucius Verus im Jahr 169 heiratete Pompeianus dessen Witwe Lucilla, die Tochter Mark Aurels. Im Jahr 173 wurde Pompeianus ordentlicher Konsul. Als Generalstabschef Mark Aurels während des Markomannenkrieges führte Pompeianus das imperium an der Donau.
Seinem Rat, den Markomannenkrieg fortzusetzen, folgte der neue Kaiser Commodus nicht. Trotz der Hinrichtung Lucillas und seines Verwandten (Neffen?) Tiberius Claudius Pompeianus Quintianus, die ein Attentat auf Commodus geplant hatten, schonte der Kaiser Pompeianus. Pompeianus lehnte nach dem Tod des Commodus die ihm angebotene Kaiserwürde ab, ebenso die ihm von Didius Iulianus angetragene Mitherrschaft.